# Harrison Cleary
Harrison Cleary (nacido en Oak Creek (Wisconsin) el 8 de diciembre de 1997) es un jugador de baloncesto estadounidense que mide 1,85 metros y actualmente juega de base en el VEF Riga.

## Trayectoria
Es un jugador formado en la Universidad de Minnesota Crookston en la NCAA2, donde jugaría durante cuatro temporadas con los Minnesota Crookston Golden Eagles. En la temporada 2019-20 promedió 26,6 puntos y 4,2 asistencias por partido.
El 4 de noviembre de 2020, el base estadounidense se compromete con TAU Castelló de la Liga LEB Oro, que lo firma para cubrir la baja por lesión de Joan Faner.
El 6 de enero de 2021, tras ser cortado por el TAU Castelló, firma un contrato temporal por el CB Almansa de la Liga LEB Oro.
El 21 de agosto de 2021, firma por el Aquimisa Carbajosa de la Liga LEB Plata. En la 2022/23 fichó por SC Rist Wedel de la ProB, la tercera división alemana. También jugó cedido en el Hamburg Towers de la Bundesliga y en la EuroCup. En la ProB, Cleary fue el mejor encestador de la temporada 2022/23 con 23,9 puntos por partido.
El 8 de junio, fichó por el Lahti Basketball de la Korisliiga, la máxima competición profesional de Finlandia. En la temporada 2023-24 promedió 22,9 puntos y 6,5 asistencias por partido. El 18 de junio, fichó por el VEF Riga.